# Eduardo III (obra)

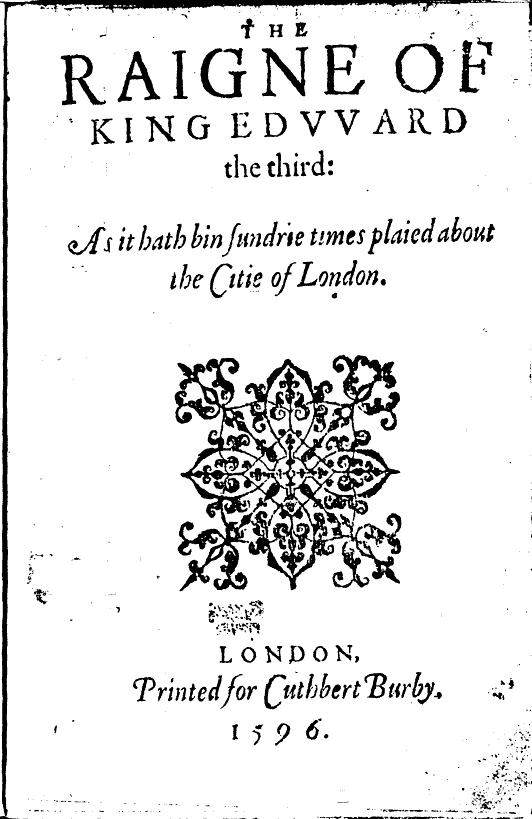
Portada del primer in-quarto (1596).

Eduardo III (cuyo título completo, en inglés, es The Reign of King Edward III ) es una obra de teatro isabelina con frecuencia atribuida a William Shakespeare. Se imprimió anónimamente en 1596. Desde el siglo XVIII su atribución a Shakespeare es objeto de debate.

## Atribución
Los críticos que se muestran contrarios a la autoría de Shakespeare indican cuatro argumentos:
1. Fue publicada anónimamente (aunque esto no era infrecuente en los años 1590).
2. No se menciona en Palladis Tamia (1598), de Francis Meres, una obra que enumera la mayor parte de las obras primerizas de Shakespeare.
3. John Heminges y Henry Condell no incluyeron esta obra cuando compilaron el First Folio de las obras de Shakespeare en 1623.
4. Muchos críticos consideran que la obra no está a la altura de la habilidad de Shakespeare.

A pesar de ello, otros estudiosos consideran que muchos pasajes "suenan" a Shakespeare. En 1760, el destacado editor de Shakespeare Edward Capell incluyó la obra en su Prolusions; or, Select Pieces of Ancient Poetry, Compil'd with great Care from their several Originals, and Offer'd to the Publicke as Specimens of the Integrity that should be Found in the Editions of worthy Authors, y concluyó que fue escrita por Shakespeare. Sin embargo, las conclusiones de Capell no fueron asumidas por los eruditos.
En años más recientes, los estudiosos profesionales de Shakespeare han vuelto a revisar la obra con una nueva mirada, y han concluido que algunos pasajes son tan sofisticados como cualquiera de las primeras historias de Shakespeare, especialmente Rey Juan y las tres partes de Enrique VI. Además, hay pasajes en la obra que son cita directa de los Sonetos de Shakespeare. El análisis estilístico también ha proporcionado evidencia de que al menos algunas escenas fueron escritas por Shakespeare. En el Textual Companion a las Obras Completas de Shakespeare de Oxford, Gary Taylor afirma que "de todas las obras no canónicas, [Eduardo III] tiene las mayores posibilidades de ser incluida en las Obras Completas" (la obra no fue, sin embargo, incluida hasta la segunda edición del texto). La primera editorial grande que la publicó como parte de la obra de Shakespeare fue Cambridge University Press. Desde entonces, una edición del Riverside Shakespeare ha incluido la obra, y hay planes para que las series Arden Shakespeare y Oxford Shakespeare publiquen ediciones.
Algunos eruditos, destacadamente Eric Sams, han argüido que la obra es totalmente de Shakespeare, pero hoy en día el consenso entre la crítica está en que la obra es un trabajo primerizo en colaboración, del cual Shakespeare habría escrito sólo unas pocas escenas. Recientemente, la obra ha sido analizada con un programa informático llamado pl@giarism, llegándose a la conclusión de que fue escrita en colaboración con Thomas Kyd. La investigación fue llevada adelante por el profesor Brian Vickers, de la Universidad de Londres.

## Sinopsis
La trama de la obra tiene dos partes. La primera se centra en la condesa de Salisbury (la esposa de William Montacute, I conde de Salisbury, quien, acosada por los rebeldes escoceses, es "rescatada" por el rey Eduardo III, que jura que conseguirá llevársela a la cama. La obra tiene muchas pullas referidas a Escocia y los escoceses, un punto de vista que ha llevado a algunos a pensar que fue esta obra que provocó las protestas de George Nicolson, agente de la reina Isabel I en Edimburgo: en 1598 escribió a William Cecil, Lord Burghley, quejándose de la manera en que se representaba a los escoceses en la escena londinense. Al final de la primera parte, la Condesa jura suicidarse si Eduardo no cesa en su persecución, lo cual él hace.
En la segunda parte de la obra, Eduardo se une a su ejército en Francia, luchando por su reivindicación del trono francés. Como en Enrique V, la obra alterna entre los campos francés e inglés: la aparente desesperanza de los soldados ingleses contrasta con la arrogancia de los franceses. También como en Enrique V, gran parte de la acción se centra en la reflexión que Eduardo, el Príncipe Negro, realiza sobre la moralidad de la guerra antes de lograr la victoria frente a fuerzas aparentemente insuperables.

## Publicación e interpretación
Eduardo III se publicó anónimamente en 1596. En 1998, Cambridge University Press fue la primera gran editorial que produjo una edición de la obra bajo el nombre de Shakespeare, y poco después, la Royal Shakespeare Company interpretó la obra (con diversidad de críticas). En 2001, se estrenó profesionalmente en Estados Unidos, gracias al Carmel Shakespeare Festival, y su esfuerzo recibió críticas positivas. La obra está incluida en la segunda edición de la Obra Completa de Shakespeare de Oxford (2005), donde se atribuye a "William Shakespeare y otros".